# Alrik Örborn
Knut Alrik Örborn, född 20 juni 1902 i Moheda socken, död 30 april 1977 i Stoby församling, var en svensk agronom och ämbetsman.
Alrik Örborn var son till lantbrukaren Gustaf Fabian Carlsson och Amanda Kristina Jonasson. Efter att ha genomgått Grimslövs och Hvilans folkhögskolor avlade han agronomexamen vid Alnarps lantbruksinstitut 1927 och husdjurskonsulentexamen där 1930, varpå han bedrev fortsatta studier i Tyskland 1931 och Köpenhamn 1933. Örborn var lärare vid Bollerups lantbruksskola 1927–1928 och Osby lantmannaskola 1928–1936, ämneslärare i husdjurslära med mjölkhushållning vid Alnarps lantbruks-, mejeri- och trädgårdsinstitut 1936–1951 och samtidigt föreståndare för vitamin- och husdjursbyrån i Statens livsmedelskommission 1940–1943. Efter att från 1943 ha varit ledamot av statens forskningskommitté för lantmannabyggnader i Lund och ledare för verksamheten där utnämndes han vid omorganisationen 1951 till föreståndare för Statens forskningsanstalt för lantmannabyggnader, och 1954 erhöll han överdirektörs namn. Han gjorde studieresor inom Europa och till USA. 1954 invaldes han i Lantbruksakademien. Örborn medverkade aktivt i jordbrukets rationaliseringssträvanden och ägnade sig med stor mångsidighet åt olika frågor, bland annat byggnads-, husdjurs- och utfodringsfrågor. Han deltog i en mängd utredningar, bland annat som ledamot av 1941 års ladugårdsbyggnadssakkunniga och var ordförande i 1948 års småbruksutredning. I fackpressen publicerade han arbeten rörande tekniska och ekonomiska frågor inom jordbruket, och tillsammans med andra författare utgav han läroböcker om nötboskapens utfordring, svinskötsel, mjölken och dess tillvaratagande samt lantmannabyggnader. Han framträdde även i jordbruksfrågor i radio.